# Oficyna

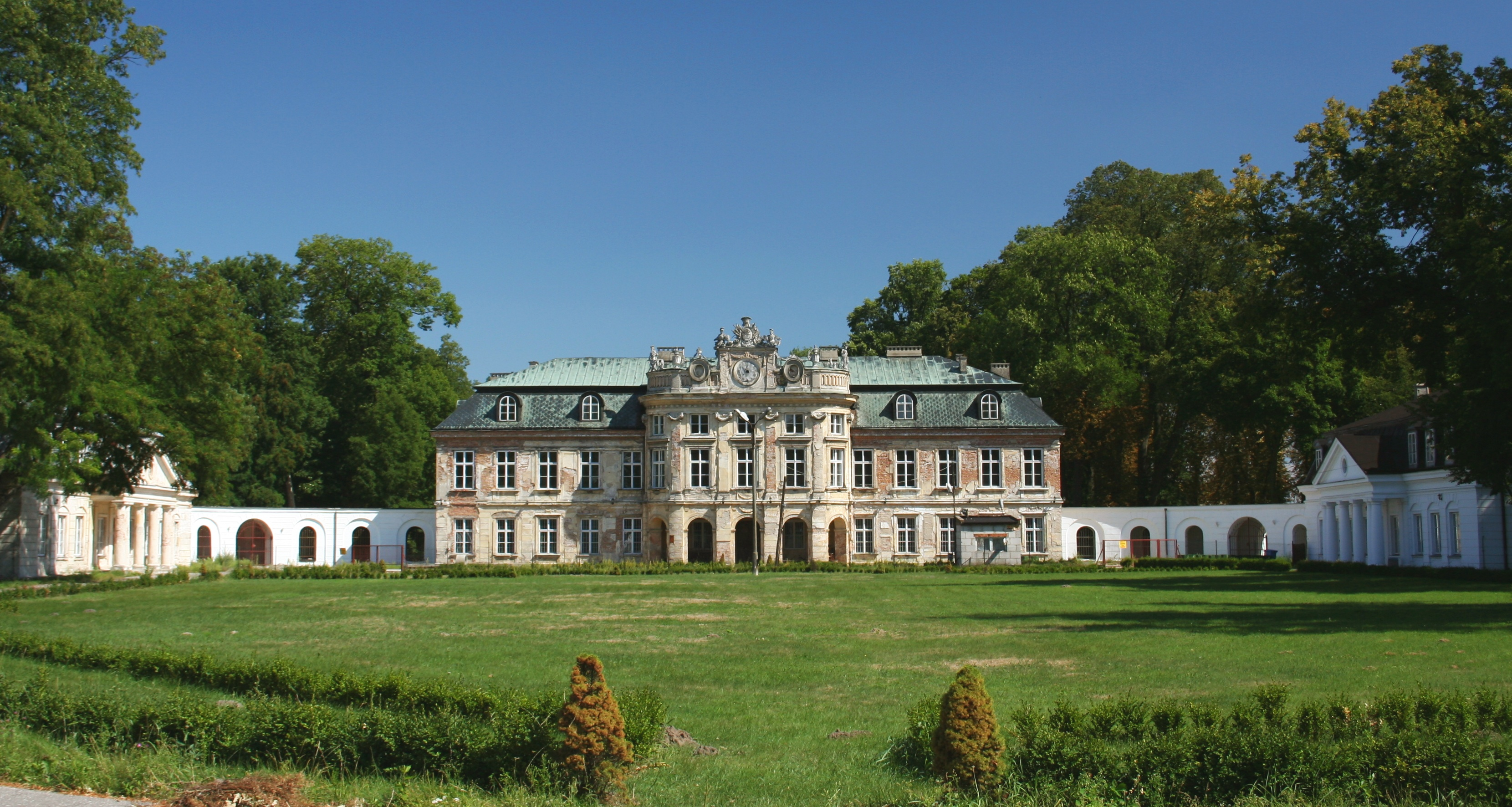
Dziedziniec honorowy pałacu w Szczekocinach – z boku pałacu dwie oficyny połączone z pałacem galeriami

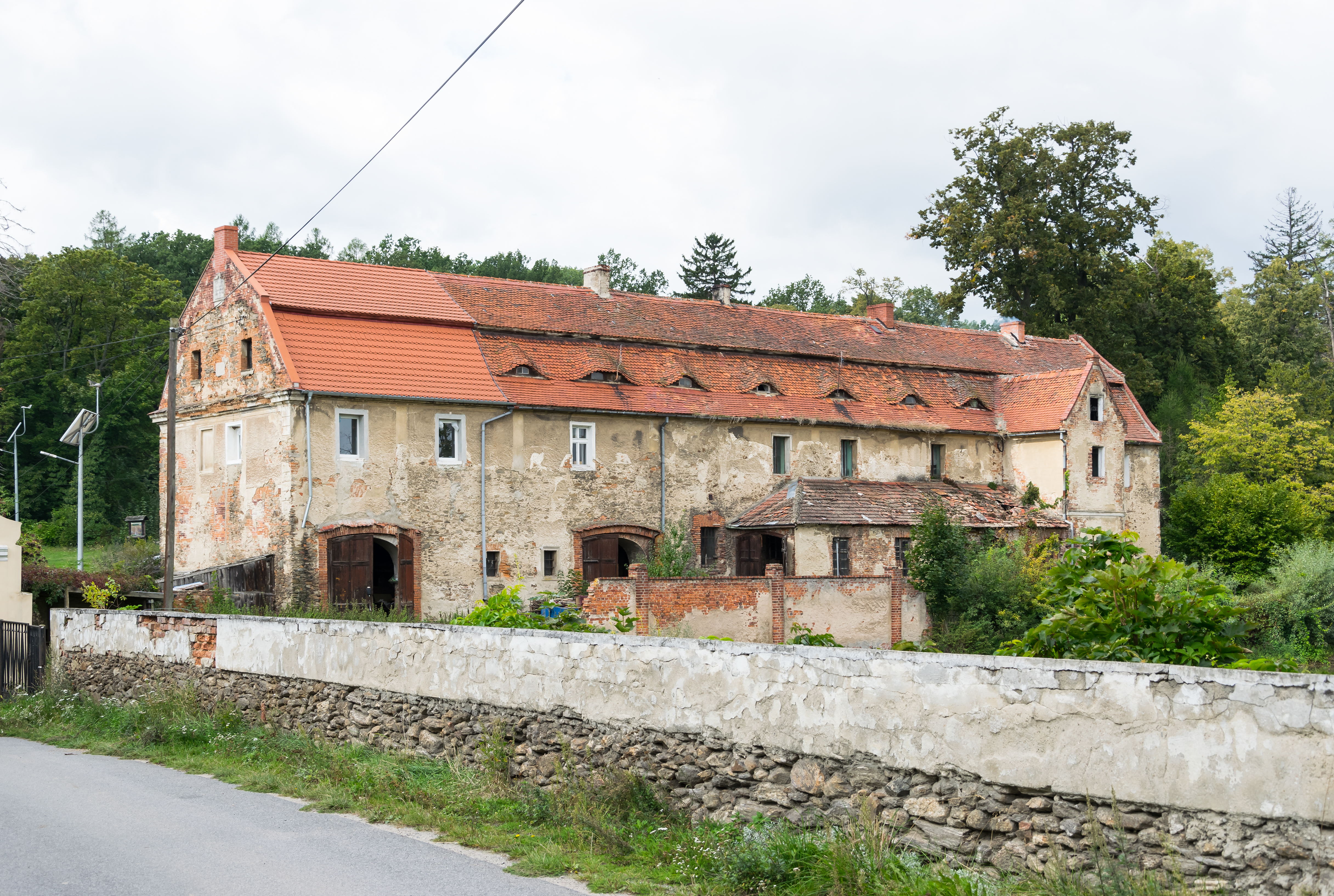
Oficyna zamku w Owieśnie

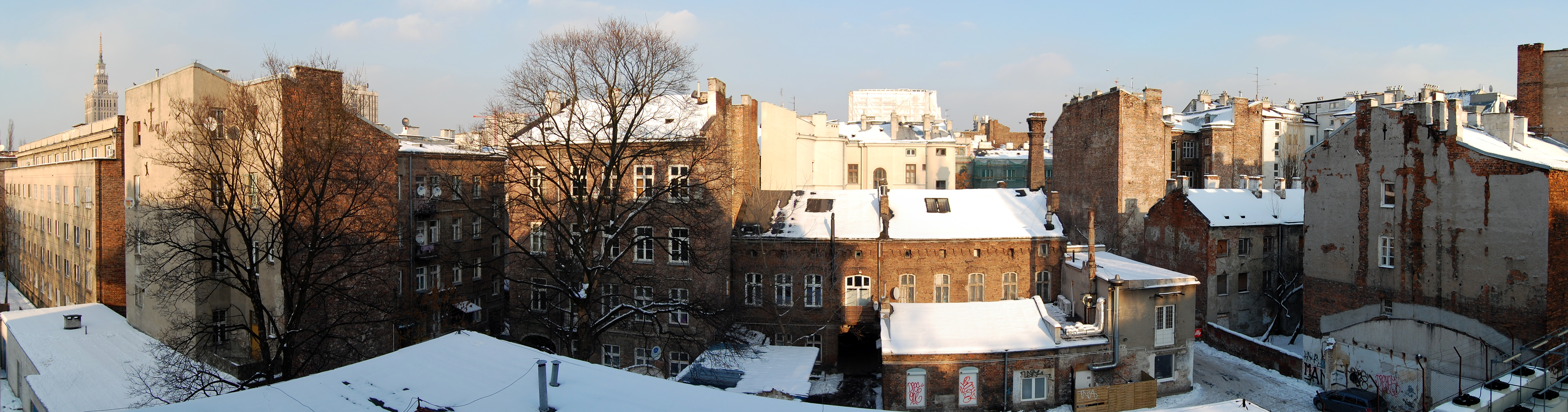
Oficyny kamienic w śródmieściu Warszawy

Oficyna (łac. officina, warsztat) – określenie obiektu budowlanego w sąsiedztwie pałacu lub dworu pełniącego w stosunku do niego funkcję służebną lub (w zabudowie miejskiej) oznaczające skrzydło kamienicy, ewentualnie budynek usytuowany z tyłu kamienicy w głębi działki.

## Jako budynek służbowy
Oficyna oznacza wolnostojący budynek, najczęściej na planie prostokąta, znajdujący się nieopodal pałacu lub dworu, świadczący usługi bezpośrednio dla budynku głównego (pralnie, kuchnie, piekarnie, pomieszczenia służby). Lokalizowane symetrycznie po bokach pałacu otaczały dziedziniec honorowy. Oficyny miały architektoniczne ukształtowanie elewacji skromniejsze niż budynek główny.

## Jako budynek lub jego część w zabudowie miejskiej
Oficyna oznacza również boczne skrzydło kamienicy czynszowej lub wolnostojący budynek znajdujący się w tylnej części działki budowlanej, bez dostępu bezpośrednio z ulicy. Oficyny są charakterystyczne dla zabudowy miejskiej w XIX i na początku XX wieku. Mieściły się w nich warsztaty lub punkty usługowe (na parterze) oraz mieszkania, zwykle o gorszym standardzie niż mieszkania w kamienicy. Okna oficyny wychodzą na podwórze, wejście prowadzi przez sień lub przejazd bramy głównego budynku oraz przez podwórze. Oficyny często posiadały konstrukcję szachulcową, ich stropy posiadały mniejszą rozpiętość, a kondygnacje mniejszą wysokość. Stąd też oficyna stała się na przełomie XIX i XX wieku synonimem złych i niehigienicznych warunków mieszkaniowych, a gęsta tkanka miejska z oficynami stała się obiektem krytyki ze strony awangardowych architektów.
Po II wojnie światowej w odbudowywanych centrach miast w Europie Środkowej i Zachodniej częściowo lub całkowicie zrezygnowano z odbudowy oficyn.